# Контактний детонатор
Контактний або ударний детонатор — підривач який встановлюють на носовій частині бомби або снаряда для підриву при контакті з твердою поверхнею.
Передбачити удар не можливо: інколи поверхня надто м'яка для детонатора або кут падіння занадто ковзний. Тому в таких випадках контактний детонатор виявляється ненадійним, в таких випадках використовують інерційний підривач без затримки. Зазвичай поєднують ці два типи детонаторів.

## Артилерійські підривачі

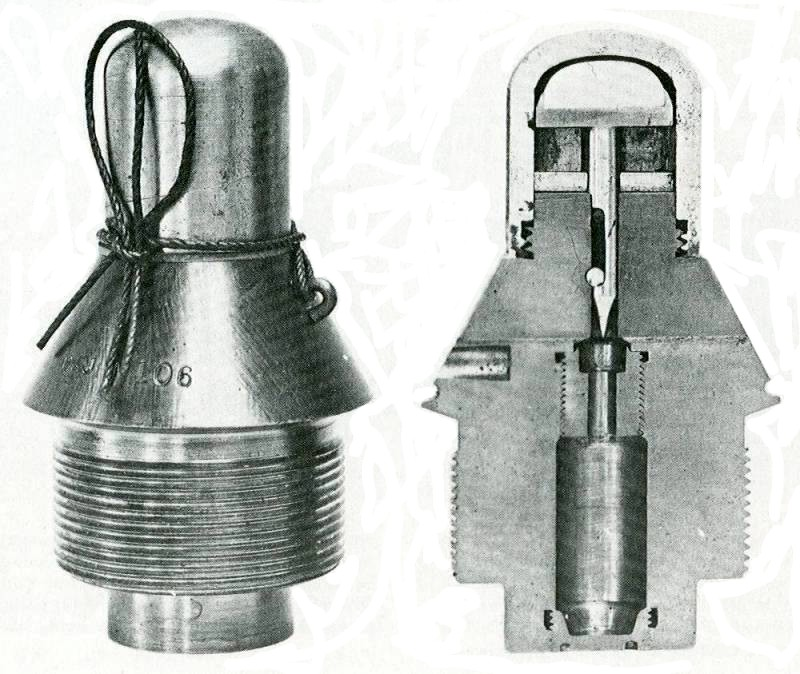
Детонатор No. 106

Першим британським ударним детонатором для осколково-фугасних снарядів став Fuze No. 106 часів Першої світової війни. В детонаторі використовували простий рухливий шток або ударник в носі, який при зіткненні з поверхнею штовхав назад бойок ударника у детонуючу вибухівку. Його властивість миттєво вибухати при зіткненні з поверхнею використовували для розчищення колючого дроту на нічийній землі, замість занурення снаряду в землю, де той вибухав і утворював велику, непотрібну вирву. Ударник було захищено ковпачком, який прибирали під час заряджання.
Найпростішим артилерійський контактний детонатор має м'яку  носову оболонку, яка наповнена фульмінатною вибухівкою, наприклад азид свинцю. Прикладом є британський ударний детонатор часів Другої світової Fuze, Percussion, D.A., No. 233 ('direct action' — прямої дії) Первинна вибухова речовина передавала свою детонацію на вибуховий прискорювач в детонаторі, який детонує основний заряд снаряда. Оскільки артилерійський снаряд влучає в землю на великій швидкості, «м'який» ніс є достатнім захистом без потреби використанні жодних захисних ковпачків або інших запобіжників. Проте зазвичай снаряди і детонатори транспортують окремо, встановлюючи їх лише перед початком стрільби. Такі прості контактні детонатори загалом використовували у протитанкових снарядах, а не в фугасних.
Більш складним є детонатор подвійної дії, який спрацьовує як при контактній, так і при настильній стрільбі. Прикладом такого детонатора подвійної дії є британський Fuze, D.A. and percussion, No. 119 часів Другої світової. Цей детонатор мав носовий ударник, як і оригінальний No. 106, але більш складний з додатковим інерційним механізмом для настильної стрільби, а також мав три запобіжники. При звичайному контактному ударі з поверхнею ударник рухається назад і детонує пістон. При настильній стрільбі спрацьовує інерційний механізм, де вже пістон разом з важким штифтом рухається вперед на ударник. При зберіганні ударник закривали захисним ковпачком. Перед заряджанням гармати його знімали, але якщо ціль була захищена його залишали. Це зменшувало чутливість ударника і захищало від випадкових вибухів при зустрічі з рослинністю, але детонатор все ще міг спрацювати завдяки інерційному механізму або завдяки сильному удару. Перші два запобіжники були механічними і не давали контактувати ударнику з капсулем. Перший активувався завдяки інерції при пострілі, а потім завдяки відцентровій силі активував другий запобіжник завдяки обертанню снаряда. Третій запобіжник являв собою центробіжний затвор, який блокував шлях від капсуля до вибухового заряду.
Більшість артилерійських контактних детонаторів спрацьовують миттєво, хоча деякі мають затримку. Така затримка дозволяє фугасним або напів-бронебійним снарядам пробивати стіну перед вибухом, що дозволяє збільшити урон всередині будівля. Якщо снаряду потрібно пробити броню і потрібна вся вибухова сила затримку не використовують. Більшість таких детонаторів встановлені на «супершвидкий» або миттєвий режим.
Годинникові детонатори зазвичай використовують у протиповітряній обороні. В таких запалах час рахують від (½ секунди або більше) пострілу, а не від влучання. Такі детонатори можуть бути також контактними. Оскільки такі підривачі складні та більш чутливі, вони мають захисний механізм, наприклад чека яку треба витягти перед пострілом.

## Детонатори авіаційних бомб
Авіаційні детонатори зазвичай чіпляли на корпуси бомб, вони являли собою інерційні детонатори, які спрацьовували при раптовому гальмуванні від удару. Через ризик авіакатастрофи або через потребу аварійної посадки з бомбами, такі детонатори мали складну систему захисту.

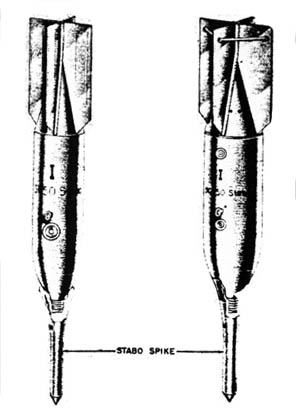
Stabo
Німецька часів Другої світової Stachelbombe (нім. бомба з носовим шипом) або stabo була стандартною бомбою, вагою від 50 до 500 кг, яка була модифікована для скидання з малих висот. Для запобігання рикошетам від землі в носі встановлювали шип який врізався в землю і не давав бомбі змоги стрибати — без цього існував ризик того, що літак не влучить в ціль, а також може отримати пошкодження від власної зброї. Оскільки німецькі електричні підривачі мали затримку зведення після скидання, а бомби скидали з невеликих висот і не вистачало часу для зведення підривача, бомби також отримували додаткові контактні детонатори на кінці цих шипів.
Схожу конструкцію застосовували радянські війська на штурмовиках Іл-2.
Товстун
Найвідомішою бомбою з контактним підривачем є атомна бомба «Товстун», яку скинули на Нагасакі. Бомба була розроблена для підриву у повітрі, а також мала радарний висотний та барометричний підривачі. Оскільки пристрій був секретним та існував ризик, що за фрагментами зможуть отримати інформацію або використання плутонію в разі невдалого скидання, було встановлено додатковий контактний детонатор, метою якого було лише знищення зброї для унеможливлення її розпізнання. Чотири п'єзоелектричних ударних підривачі AN-219 було встановлено в носовій частині бомби.
BLU-82
BLU-82 була велика неядерна бомба, яку використовували для створення вертолітних майданчиків в лісах. Детонатор повинен був підривати бомбу на висоті в кілька футів від землі для створення максимально ефекту знищення дерев та утворення мінімальної воронки. Детонатор був механічним ударним і встановлювався на 38-дюймовому шипі.
Інші підривачі
Ударний детонатор спрацьовує після ланцюгової реакції кількох перемикачів, які спрацьовують від зіткнення носової частини з поверхнею. Удар об тверду поверхню активує внутрішні ланцюги запалювання які призводять до детонації основного заряду. Конусоподібна кришка запобігає передчасній детонації при завантаженні та перевезенні боєприпасів.

## Виноски
1. ↑  У британській термінології, «D.A.» значить «direct action» (англ. пряма дія), тобто контактний, а не подвійної дії. Багато детонаторів D.A., наприклад No. 233, не мають подвійної дії.